# Lincoln megye (Montana)
Lincoln megye az Amerikai Egyesült Államokban, azon belül Montana államban található. Megyeszékhelye és legnagyobb városa Libby. Lakosainak száma 19 677 fő (2020. április 1.). Lincoln megye Flathead, Boundary, Sanders, Bonner, Regional District of East Kootenay és Regional District of Central Kootenay megyékkel határos.

## Népesség
A megye népességének változása:
| Lakosok száma | 19 683 | 19 601 | 19 504 | 19 460 | 19 052 | 19 677 |
|               | 2010   | 2011   | 2012   | 2013   | 2015   | 2020   |